# Hưng Phú, huyện Phước Long
Hưng Phú là một xã thuộc huyện Phước Long, tỉnh Bạc Liêu, Việt Nam.

## Địa lý
Xã Hưng Phú nằm ở phía đông huyện Phước Long, có vị trí địa lý:
- Phía đông giáp huyện Vĩnh Lợi và tỉnh Sóc Trăng
- Phía tây giáp xã Vĩnh Phú Đông và xã Vĩnh Thanh
- Phía nam giáp xã Vĩnh Thanh và huyện Hòa Bình
- Phía bắc giáp xã Vĩnh Phú Đông và tỉnh Sóc Trăng.

Xã Hưng Phú có diện tích 37,93 km², dân số năm 2022 là 17.178 người, mật độ dân số đạt 452 người/km².

## Hành chính
Xã Hưng Phú được chia thành 9 ấp: Mỹ Hòa, Mỹ Phú Đông, Mỹ Phú Tây, Mỹ Trinh, Mỹ Tường I, Mỹ Tường II, Tường II, Tường IV, Vĩnh Tường.

## Lịch sử
Ngày 25 tháng 7 năm 1979, Hội đồng Bộ trưởng ban hành Quyết định số 275-CP về việc chia xã Vĩnh Phú Đông thành 4 xã: Vĩnh Phú Đông, Đông Phú, Hưng Phú và Đông Nam.
Ngày 17 tháng 5 năm 1984, Hội đồng Bộ trưởng ban hành Quyết định số 75-HĐBT về việc sáp nhập xã Hưng Phú thuộc huyện Phước Long vào huyện Hồng Dân quản lý.
Ngày 6 tháng 11 năm 1996, Quốc hội ban hành Nghị quyết về việc chia tỉnh Minh Hải thành tỉnh Bạc Liêu và tỉnh Cà Mau. Khi đó, xã Hưng Phú thuộc huyện Hồng Dân, tỉnh Bạc Liêu.
Ngày 25 tháng 9 năm 2000, Chính phủ ban hành Nghị định số 51/2000/NĐ-CP về việc chuyển xã Hưng Phú thuộc huyện Hồng Dân về huyện Phước Long mới thành lập quản lý.

## Xã hội
Các trường học trên địa bàn xã:
- Trường Mầm non Hưng Phú: ấp Mỹ Tường I.
- Trường Mầm non B xã Hưng Phú: ấp Mỹ Tường II.
- Trường Tiểu học A xã Hưng Phú: ấp Tường II.
- Trường Tiểu học B xã Hưng Phú: ấp Mỹ Tường I.
- Trường Tiểu học C xã Hưng Phú: ấp Mỹ Phú Đông.
- Trường THCS B Hưng Phú.
- Trường THCS Hưng Phú: ấp Tường II.

## Giao thông
Đường Nguyễn Thị Mười (Trưởng Tòa – Hưng Phú).